# João Pinto Ribeiro
João Pinto Ribeiro est un homme d'État portugais, célèbre par le rôle qu’il a joué dans la révolution qui a placé la maison de Bragance sur le trône de Portugal, né à Lisbonne vers la fin du XVIe siècle et mort en 1649.
Secrétaire du duc de Bragance, il organisa avec un art et un secret admirables la fameuse conspiration qui arracha, en 1640, le Portugal au joug des rois d’Espagne et donna la couronne a son maître, Jean IV. Après l’expulsion des Espagnols, il fut élevé aux premières dignités de la magistrature, devint premier président de la chambre des comptes et garde des archives royales. 
Pinto ne s’est pas moins distingué pur ses talents littéraires que par son patriotisme et son courage. 

## Œuvres
Il a laissé divers ouvrages remarquables : 
- des Réponses aux manifestes du roi d’Espagne ;
- un Recueil des lois du Portugal ;
- un Commentaire sur Camoëns, etc.

Les ouvrages de Pinto Ribeiro ont été recueillis et publiés sous le titre de Obras varias sobre varias casos (Coïmbre, 1729-1730, 2 part, in-fol.). Le style de cet homme d’État est élégant et ferme, et tout ce qu’il a écrit est d’un goût exquis. Il a enrichi la langue portugaise de plusieurs mots qui ont été adoptés par les meilleurs auteurs.

## Source
« João Pinto Ribeiro », dans Pierre Larousse, Grand dictionnaire universel du XIXe siècle, Paris, Administration du grand dictionnaire universel, 15 vol., 1863-1890 [détail des éditions].